# Mlînok, Zaricine
Mlînok (în ucraineană Млинок) este un sat în comuna Borove din raionul Zaricine, regiunea Rivne, Ucraina.

## Demografie
Componența lingvistică a localității Mlînok
     Ucraineană (99,64%)
     Alte limbi (0,36%)
Conform recensământului din 2001, majoritatea populației localității Mlînok era vorbitoare de ucraineană (99,64%), existând în minoritate și vorbitori de alte limbi.